# Anthophora bogutensis
Anthophora bogutensis är en biart som först beskrevs av Mariskovskaya 1976.  Anthophora bogutensis ingår i släktet pälsbin, och familjen långtungebin. Inga underarter finns listade i Catalogue of Life.